# Бебии
Бебиите (Baebii; gens Bèbia, лат.: gens Baebia) са римска плебейска фамилия в Древен Рим.
Клонът на фамилията Бебии Тамфили (Baebii Tamphili) става патрициански през 180 пр.н.е. и двама братя стават един след друг консули.
Фамилията носи когномените Див (Dives), Херени (Herenni), Сулка (Sulca) и Тамфил (Tamfil).
Мъжете носят името Бебий (Baebius), a жените Бебия (Baebia).
Известни от тази фамилия:
- Квинт Бебий Тамфил, претор 218 пр.н.е., преговаря с Ханибал
- Квинт Бебий Херений, народен трибун 216 пр.н.е.
- Квинт Бебий, народен трибун 200 пр.н.е.
- Луций Бебий Див, претор 189 пр.н.е.
- Гней Бебий Тамфил, консул 182 пр.н.е.
- Марк Бебий Тамфил, консул 181 пр.н.е.; освобождава Тесалия от селевкидите 191 пр.н.е. като пропретор
- Квинт Бебий Сулка, претор 175 пр.н.е.
- Луций Бебий, посланик при Персей в Македония 169 пр.н.е.
- Гней Бебий Тамфил (претор), претор 168 пр.н.е.
- Марк Бебий Тамфил, triumvir monetalis 137 пр.н.е.
- Гай Бебий (трибун 111 пр.н.е.), народен трибун 111 пр.н.е.
- Марк Бебий Тамфил (трибун), народен трибун 103 пр.н.е.
- Марк Бебий, военен, + 57 пр.н.е. в Македония
- Авъл Бебий, еквит в d’Asta, Испания 45 пр.н.е.
- Бебий, сенатор 44 пр.н.е.
- Бебий Мацер, получава писмо от Плиний Млади
- Бебий Маса, управител на Бетика в Испания, осъден за забогатяване, (+ сл. 93 г.)
- Публий Бебий Италик, суфектконсул 90 г.
- Луций Бебий Тул, суфектконсул 95 г.
- Квинт Бебий Мацер, суфектконсул 103 г.